# Psiphon
Psiphon est un logiciel développé depuis 2004 par des équipes d'universitaires canadiens, américains et anglais, et permettant de créer un réseau privé virtuel (VPN, Virtual Private Network) entre l'ordinateur d'un internaute et un serveur distant, afin de contourner les politiques de filtrage et de censure à l'encontre des internautes dans certains pays.
L'outil, développé sous licence GPL (General Public License), est multiplateforme (Android, iOS et Windows) et indétectable d'après ses auteurs,.

## Récompenses
En 2008, Psiphon a gagné le « Grand Prix Netexplorateur » de l’année de France pour « l’initiative numérique et Internet la plus originale, la plus importante et la plus exemplaire du monde ».
Psiphon a également été désigné en décembre comme l’une des « six idées pour changer le monde » par le magazine Esquire, et une des 50 compagnies à surveiller en 2007 par le magazine Fast Company.

## Principe
Logiciel en C++, permettant le transfert de données de manière sécurisée et confidentielle. À l'aide d'un identifiant et d'un mot de passe, un internaute résidant dans un pays censurant internet peut envoyer des demandes d'informations à un ordinateur de confiance se trouvant dans un autre pays et recevoir une réponse.
Le principe consiste à installer le logiciel sur son ordinateur. Ensuite, on communique les coordonnées de ce dernier, devenu une porte d'accès discrète à l'ensemble du Web à des personnes résidant dans un des états censeurs. Il s'agit en fait de créer des réseaux de confiance plus ou moins informels.